# Deolindo dos Santos

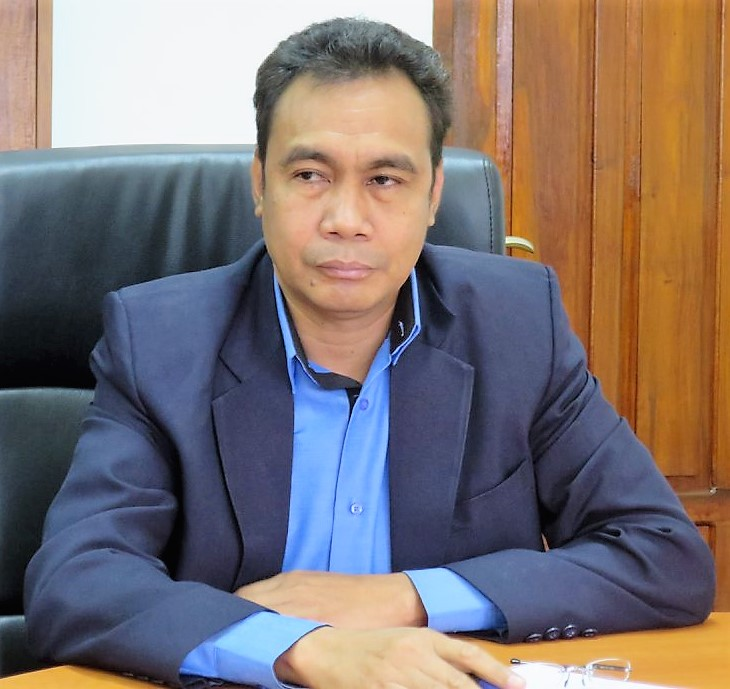
Deolindo dos Santos (2018)

Deolindo dos Santos (* 7. Juli 1974 in Bobonaro, Portugiesisch-Timor) ist ein osttimoresischer Jurist.

## Werdegang
Santos graduierte an der juristischen Fakultät der Pattimura-Universität im indonesischen Ambon. Ab 2000 arbeitete er als Justizbeamter. 2007 wurde er zu einem der Kommissare der Comissão Nacional de Eleições (CNE). Bis 2011 war Santos Richter am Distriktsgericht von Dili.

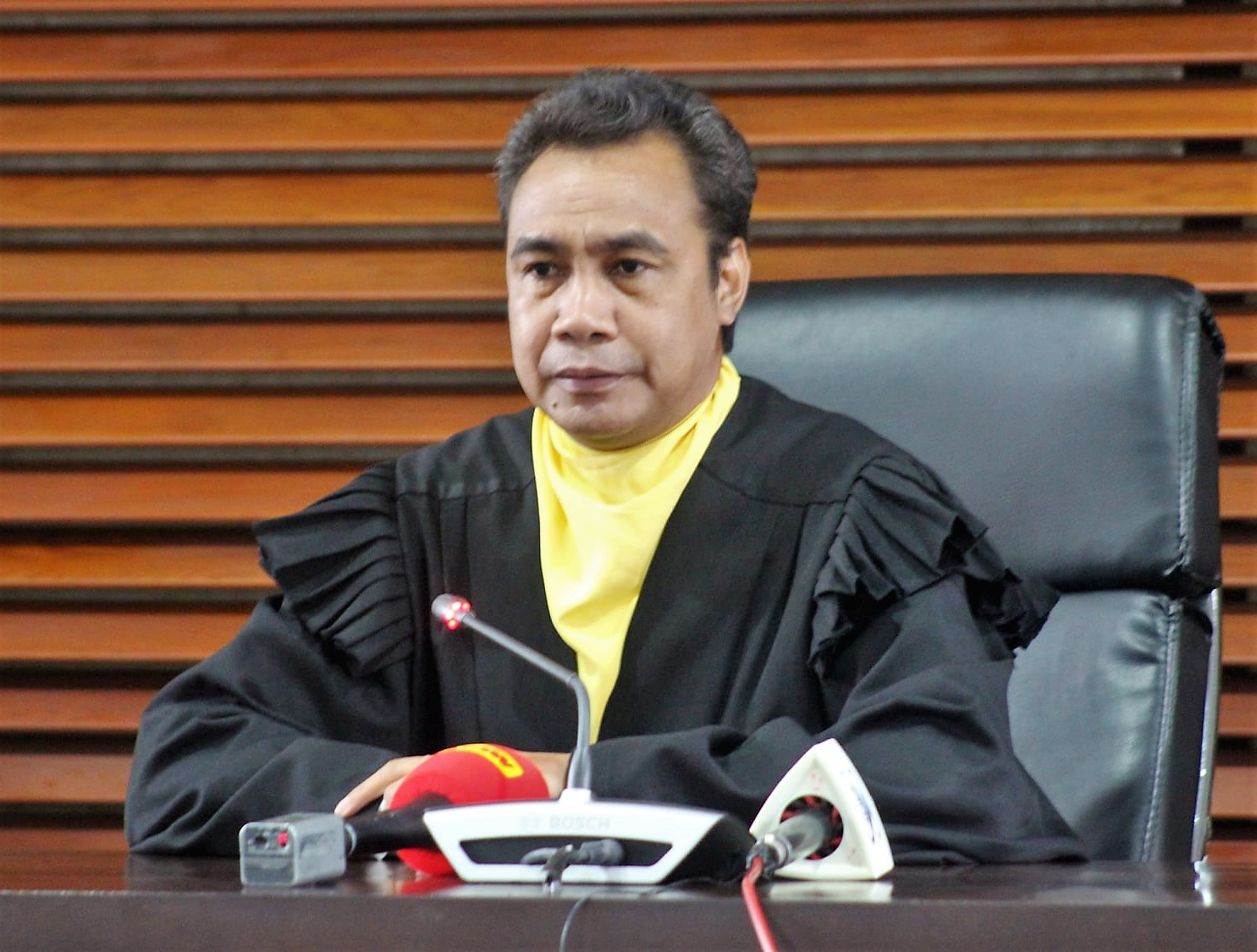
Deolindo dos Santos (2022)

Am 9. September 2011 wurde Santos Richter am Tribunal de Recurso de Timor-Leste, Osttimors höchstem Gericht. Am 28. April 2017 wurde Santos von Staatspräsident Taur Matan Ruak, in dessen letzten Wochen im Amt, zum Präsidenten des Tribunal de Recurso ernannt. Als Präsident des Berufungsgerichts ist Santos auch von Amts wegen Präsident des Obersten Rats des Justizwesens. Santos ist Nachfolger von Guilhermino da Silva, der aus gesundheitlichen Gründen zurücktrat.
Am 28. April 2021 wurde von Staatspräsident Francisco Guterres die Amtszeit von Santos als Präsident des Tribunal de Recurso um vier weitere Jahre verlängert.